# اوپن‌ان‌تی‌پی‌دی
اوپن‌ان‌تی‌پی‌دی (به انگلیسی: OpenNTPD) نام یک دیمن سیستمی برای سیستم‌عامل‌های شبه یونیکس است. این برنامه یک پیاده‌سازی از پروتکل ان‌تی‌پی است که برای همگام‌سازی ساعت یک رایانه محلی با سرویس‌دهنده‌های راه دور مورد استفاده قرار می‌گیرد. علاوه بر آن، این برنامه می‌تواند خود به عنوان یک سرویس‌دهنده ان‌تی‌پی عمل کند و به کلاینت‌هایی که با پروتکل ان‌تی‌پی سازگار هستند خدمت‌رسانی کند. این پروژه یکی از زیرپروژه‌های اوپن‌بی‌اس‌دی است و توسعه‌دهنده اولیه آن Henning Brauer بود. از اهداف این پروژه، ایمن بودن، راحت بودن پیکربندی و به اندازه کافی دقیق بودن برای مقاصد گوناگون است. کد منبع این برنامه تحت پروانه بی‌اس‌دی منتشر می‌شود و یک نرم‌افزار آزاد است. همانند پروژه اوپن‌اس‌اس‌اچ که یکی دیگر از زیرپروژه‌های اوپن‌بی‌اس‌دی است، اوپن‌ان‌تی‌پی‌دی هم در دو نسخه مختلف عرضه می‌شود که یکی مختص اوپن‌بی‌اس‌دی است و نسخه دیگر یک نسخه پرتابل است و برای دیگر سیستم‌عامل‌ها منتشر می‌شود. نسخه پرتابل به عنوان زیرمجموعه نسخه مختص اوپن‌بی‌اس‌دی توسعه می‌یابد و به شکل مستقل منتشر می‌شود. نسخه پرتابل توسط Darren Tucker توسعه می‌یابد. آخرین نسخه پرتابل از این برنامه در سال ۲۰۰۶ منتشر شده است.